# Ludwig Klages
Ludwig Klages (n. 10 decembrie 1872, Hannover, Reich-ul German – d. 29 iulie 1956, Kilchberg⁠(d), cantonul Zürich, Elveția) a fost un filozof și psiholog german, teoretician în domeniul de analizei grafologice. El a fost nominalizat la Premiul Nobel pentru Literatură.

## Biografie
Klages s-a născut la Hanovra, Germania. A studiat la München fizica, filosofia și chimia, dar, cu toate că a susținut un doctorat în chimie, nu a lucrat niciodată pe post de chimist. L-a întâlnit pe sculptorul Hans Busse și împreună cu el și cu Georg Meyer a fondat Deutsche Graphologische Gesellschaft (Societatea Grafologică Germană) în 1894.
La München i-a cunoscut, de asemenea, pe scriitorul Karl Wolfskehl și pe misticul Alfred Schuler. El a fost un iubit al lui Fanny zu Reventlow, „contesa boemă” din Schwabing și, împreună cu Wolfskehl, Schuler și scriitorul Ludwig Derleth, a format un grup cunoscut sub numele de la Cercul Cosmic de la München, cu care este uneori asociat și poetul Stefan George. El a scris în 1902 o carte în care elogia poezia lui George. Ca membru al acestui grup filozofia lui a pus în contrast lumea modernă „degenerată” cu trecutul germanic, antic și mistic, în care artistul avea rolul eroic de plăsmuire a unui nou viitor. George s-a distanțat de filozofia mistică a lui Klages (care a fost împărtășită de către Schuler), dar a continuat pentru un timp să publice poeziile lui Klages în ziarul său, Blätter für die Kunst. Wolfskehl l-a familiarizat pe Klages cu activitatea lui Johann Jakob Bachofen (1815-1887), un antropolog și sociolog elvețian, și cu cercetările sale în domeniul clanurilor matriarhale.
În 1914, la izbucnirea Primului Război Mondial, Klages s-a mutat în Elveția și s-a întreținut din veniturile obținute prin publicarea scrierilor sale și prin susținerea de conferințe. El s-a întors în Germania în 1920, iar în 1932, a fost distins cu Medalia Goethe pentru Artă și Știință. Cu toate acestea, în 1936 a fost atacat de autoritățile naziste pentru lipsa de sprijin la adresa politicii naziste și la aniversarea vârstei de 70 de ani, în 1942, a fost acuzat de mai multe ziare din Germania. După război, el a fost onorat de către noul guvern, în special cu ocazia aniversării vârstei de 80 de ani, în 1952.

## Activitatea
El a creat o teorie completă a grafologiei și a fost mult timp asociat cu conceptele de nivel, ritm și interpretare bipolară. Împreună cu Friedrich Nietzsche și Henri Bergson a anticipat fenomenologia existențială. De asemenea, el a inventat termenul de logocentrism în 1920.
El a fost autorul a 14 cărți și a peste 60 de articole (1910-1948). A fost coeditor al revistei Berichte (1897-1898) și a succesoarei sale, Graphologische Monatshefte, până în 1908. 
Lucrările sale mai importante sunt:
- Der Geist als Widersacher der Seele (1929)
- Die Grundlagen der Charakterkunde

Ca filosof, Klages a dus premisele nietzscheene a Lebensphilosophie „către concluziile cele mai extreme”. El a făcut o distincție între termenii Seele (spirit) care reprezintă afirmarea vieții și Geist (minte) care reprezintă distrugerea vieții. Geist reprezenta forțele „raționalizării intelectuale și industriale moderne”, în timp ce Seele reprezenta posibilitatea depășirii „intelectualității înstrăinate în favoarea regăsirii unei înrădăcinări pământești”.
Când Klages a murit, filosoful german Jürgen Habermas a cerut ca „realizările lui Klages privind antropologia și filosofia limbajului” să fie lăsate „ascunse în spatele vălului” „metafizicii anti-intelectualiste și filozofiei apocaliptice a istoriei” ale lui Klages. Habermas a considerat că aceste realizări nu sunt depășite, ci dimpotrivă vizionare, înaintea vremii.
Klages este un important gânditor antisemit. Potrivit surselor, el a spus, „Pentru evrei, orice lucru omenesc este o prefăcătorie. S-ar putea spune chiar că fața evreiască nu este altceva decât o mască. Evreul nu este un mincinos: el este însăși minciuna. Din acest punct de vedere, putem spune că evreul nu este un om. ... Trăiește pseudo-viața unui vampir a cărei avere este legată de Yahweh-Moloh. El folosește înșelăciunea ca o armă cu care va extermina omenirea. Evreul este încarnarea puterii nepământene de distrugere.”